# Imunodeficiência combinada grave
Imunodeficiência combinada grave, IDCG (abreviada na literatura em inglês como SCID de severe combined immunodeficiency), também conhecido como agamaglobulinemia do tipo suíço, é uma rara doença genética caracterizada pelo desenvolvimento perturbado da função das células T e células B causada por numerosas mutações genéticas que resultam em diferentes quadros clínicos.  SCID envolve resposta de anticorpos defeituosa devido ao envolvimento direto com linfóticos B ou por ativação imprópria de linfócitos B devido a disfunção de células T auxiliares não funcionais.  Consequentemente, ambos os "braços" (células B e células T) do sistema imunológico adaptativo são prejudicados devido a um defeito em um dos vários genes possíveis.  SCID é a forma mais grave de imunodeficiência primária, e agora existem pelo menos nove genes diferentes conhecidos nos quais as mutações levam a uma forma de SCID.  Também é conhecida como doença do menino da bolha e doença do bebê da bolha porque suas vítimas são extremamente vulneráveis a doenças infecciosas e alguns deles, como David Vetter, ficaram famosos por viver em um ambiente estéril. SCID é o resultado de um sistema imunológico tão comprometido que é considerado quase ausente.
Pacientes com SCID são geralmente afetados por infecções bacterianas, virais ou fúngicas graves no início da vida e frequentemente apresentam doença pulmonar intersticial, diarreia crônica e déficit de crescimento. Infecções de ouvido, pneumonia pneumocistose recorrente (Pneumocystis jirovecii, antes referido como carinii) e candidíase oral profusa comumente ocorrem.  Esses bebês, se não tratados, geralmente morrem dentro de um ano devido a infecções recorrentes graves, a menos que tenham sido submetidos a transplante de células-tronco hematopoiéticas bem-sucedido ou terapia genética em ensaios clínicos.

## Classificação
| Tipo                                                    | Descrição |
| ------------------------------------------------------- | --- |
| Imunodeficiência combinada grave ligada ao cromossomo X | A maioria dos casos de SCID são devidos a mutações no gene IL2RG codificando a cadeia gama comum (γc) (CD132), uma proteína que é compartilhada pelos receptores para interleucinas IL-2, IL-4, IL-7, IL-9, IL-15 e IL-21. Essas interleucinas e seus receptores estão envolvidos no desenvolvimento e diferenciação de células T e B. Como a cadeia gama comum é compartilhada por muitos receptores de interleucina, as mutações que resultam em uma cadeia gama comum não funcional causam defeitos generalizados na sinalização da interleucina. O resultado é uma falha quase completa do sistema imunológico em se desenvolver e funcionar, com baixas ou ausents células T e células NK e células B não funcional. A cadeia gama comum é codificada pelo gene receptor gama IL-2, ou IL-2Rγ, que está localizado no cromossomo X. Por esse motivo, a imunodeficiência causada por mutações no IL-2Rγ é conhecida como imunodeficiência combinada grave ligada ao cromossomo X. A condição é herdada em um padrão recessivo ligado ao X. |
| Deficiência de adenosina desaminase                     | A segunda forma mais comum de SCID após X-SCID é causada por uma enzima defeituosa, adenosina deaminase (ADA), necessário para a quebra de purinas. A falta de ADA causa acúmulo de dATP. Este metabólito inibirá a atividade da ribonucleotídeo redutase, a enzima que reduz os ribonucleotídeos para gerar desoxirribonucleotídeos. A eficácia do sistema imunológico depende da proliferação de linfócitos e, portanto, da síntese de dNTP. Sem ribonucleotídeo redutase funcional, a proliferação de linfócitos é inibida e o sistema imunológico fica comprometido. |
| Deficiência de purina nucleosídeo fosforilase           | Doença autossômica recessiva envolvendo mutações do gene purina nucleosídeo fosforilase (PNP). PNP é uma enzima chave na via de resgate de purinas. O comprometimento desta enzima causa níveis elevados de GTP, resultando em toxicidade e deficiência de células T. |
| Disgenesia reticular                                    | Incapacidade dos precursores de granulócitos de formar grânulos secundários ao mau funcionamento de adenilato quinase 2 (AK2) mitocondrial. |
| Síndrome de Omenn                                       | A produção de imunoglobulinas requer enzimas recombinases derivadas dos genes ativadores da recombinação RAG-1 e RAG-2. Essas enzimas estão envolvidas no primeiro estágio da recombinação V(D)J, o processo pelo qual segmentos do DNA de uma célula B ou célula T são reorganizados para criar um novo receptor de células T ou receptor de células B (e, no caso das células B, o modelo para anticorpos). Certas mutações dos genes RAG-1 ou RAG-2 previnem recombinação V(D)J, causando SCID. |
| Síndrome de linfócitos nus                              | Tipo 1: MHC classe I não é expresso na superfície celular. O defeito é causado por proteínas TAP defeituosas, não a proteína MHC-I. Tipo 2: MHC classe II não é expresso na superfície celular de todas as células apresentadoras de antígeno. Autossômica recessiva. As proteínas reguladoras do gene MHC-II são o que está alterado, e não a própria proteína MHC-II. |
| JAK3                                                    | Quinase Jano 3 (JAK3) é uma enzima que medeia a transdução a jusante do sinal γc. Mutação de seu gene causa SCID. |
| DCLRE1C                                                 | DCLRE1C "Artemis" é um gene necessário para o reparo do DNA e recombinação V(D)J. Uma mutação recessiva de perda de função descobriu que a população Navajo e Apache causa SCID e intolerância à radiação. |
| PRKDC                                                   | PRKDC ou DNA-PKcs é um gene necessário para o reparo do DNA e recombinação V(D)J. Encontrado pela primeira vez em animais não humanos com SCID, um caso humano foi finalmente encontrado em 2009, seguido por outro em 2013. |

## Diagnóstico
O diagnóstico precoce da IDCG é geralmente difícil devido à necessidade de técnicas avançadas de rastreio. Vários sintomas podem indicar a possibilidade de IDCG em uma criança, como histórico familiar de morte infantil, tosse crônica, pulmões hiperinsuflados e infecções persistentes. Uma contagem sanguínea completa de linfócitos é frequentemente considerada uma forma confiável de diagnosticar IDCG, mas contagens mais altas de linfócitos na infância podem influenciar os resultados. O diagnóstico clínico baseado em defeitos genéticos também é um possível procedimento diagnóstico que foi implementado no Reino Unido.
Algumas IDCG podem ser detectadas pelo sequenciamento do DNA fetal se existir uma história conhecida da doença. Caso contrário, a IDCG não é diagnosticada até cerca dos seis meses de idade, geralmente indicada por infecções recorrentes. O atraso na detecção ocorre porque os recém-nascidos carregam os anticorpos da mãe durante as primeiras semanas de vida e os bebês IDCG parecem normais.

### Triagem neonatal
Vários países testam todos os recém-nascidos para IDCG como parte da rotina triagem neonatal.  Em todos os estados dos EUA estão realizando triagem para IDCG em recém-nascidos usando PCR quantitativo em tempo real para medir a concentração de círculos de excisão do receptor de célula T.  O Reino Unido pretendia introduzir o rastreio neonatal para IDCG em setembro de 2021.

## Tratamento
O tratamento mais comum para IDCG é o transplante de medula óssea, que tem sido muito bem-sucedido usando um doador compatível, aparentado ou não, ou um doador meio compatível, que seria um dos pais.  O tipo de transplante meio compatível é denominado haploidêntico.  Os transplantes haploidênticos de medula óssea exigem que a medula do doador esteja esgotada de todas as células T maduras para evitar a ocorrência de doença do enxerto contra hospedeiro (DECH).  Consequentemente, um sistema imunológico funcional leva mais tempo para se desenvolver em um paciente que recebe um transplante haploidêntico de medula óssea em comparação com um paciente que recebe um transplante compatível. O primeiro caso relatado de transplante bem-sucedido foi o de uma criança espanhola internada em Memorial Sloan Kettering Cancer Center em 1982, em Nova Iorque. David Vetter, o "menino da bolha" original, também fez um dos primeiros transplantes, mas acabou morrendo por causa de um vírus não rastreado, Epstein-Barr (os testes não estavam disponíveis no momento), em sua medula óssea recém-transplantada de sua irmã, uma doadora de medula óssea incomparável. Hoje, os transplantes feitos nos primeiros três meses de vida apresentam alto índice de sucesso. Os médicos também tiveram algum sucesso com transplantes “in utero” feitos antes do nascimento da criança e também usando sangue do cordão umbilical, que é rico em células-tronco. Os transplantes in utero permitem que o feto desenvolva um sistema imunológico funcional no ambiente estéril do útero; porém complicações como DECH seriam difíceis de detectar ou tratar se ocorressem.
Mais recentemente, a terapia genética foi tentada como alternativa ao transplante de medula óssea.  Transdução do gene ausente para células-tronco hematopoiéticas usando vetores virais estão sendo testados em IDCG ADA e IDCG ligada ao X.  Em 1990, Ashanthi DeSilva, de quatro anos, tornou-se o primeiro paciente a ser submetido a terapia genética com sucesso.  Os pesquisadores coletaram amostras do sangue de DeSilva, isolaram alguns de seus glóbulos brancos e usaram um retrovírus para inserir neles um gene saudável de adenosina desaminase (ADA).  Essas células foram então injetadas de volta em seu corpo e começaram a expressar uma enzima normal.  Isto, aumentado por injeções semanais de ADA, corrigiu sua deficiência.  No entanto, o tratamento simultâneo de injeções de ADA pode prejudicar o sucesso da terapia genética, uma vez que as células transduzidas não terão vantagem seletiva para proliferar se as células não transduzidas puderem sobreviver na presença do ADA injetado.

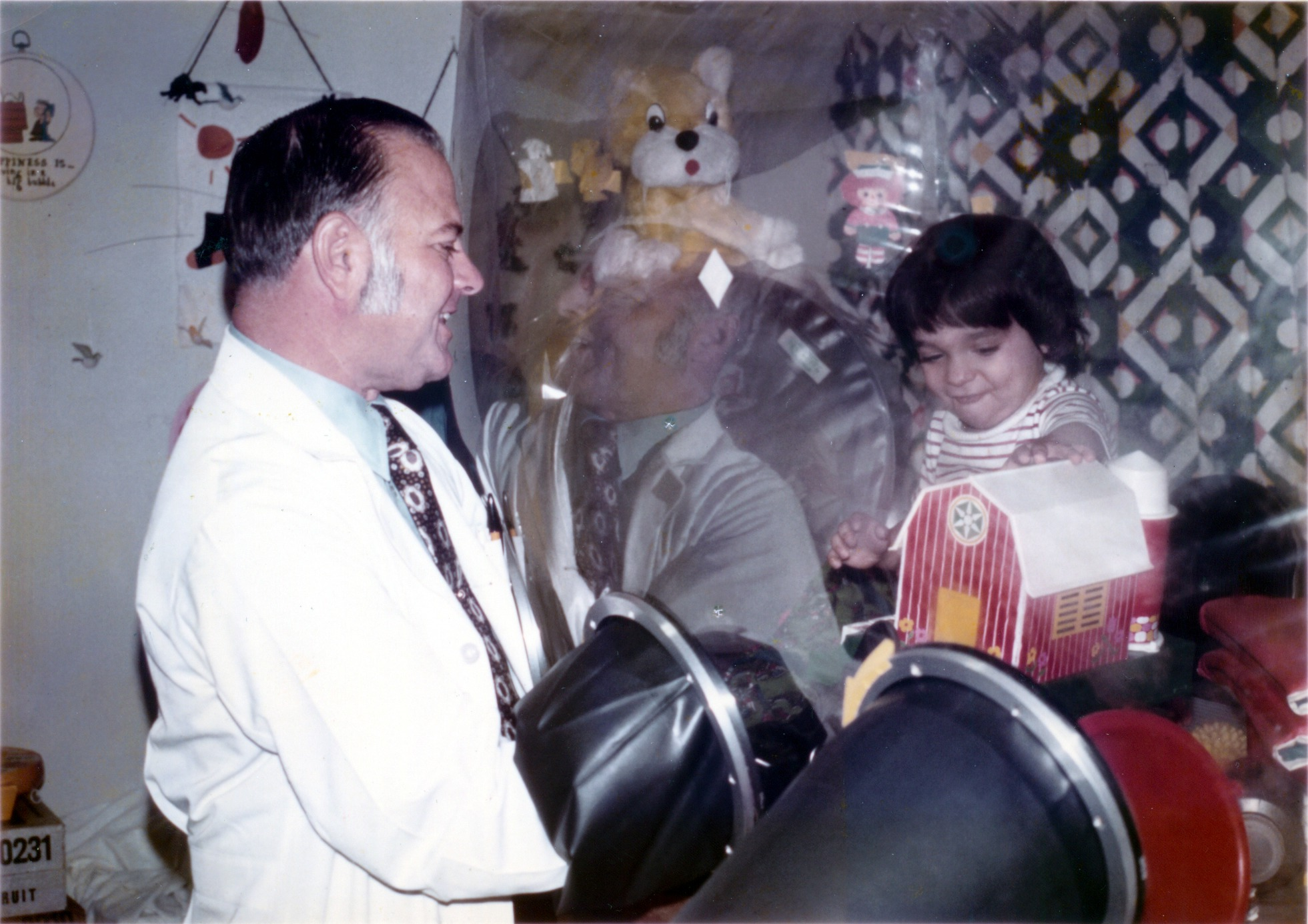
David Vetter dentro de sua “bolha” protetora.

Em 2000, um "sucesso" da terapia genética resultou em pacientes IDCG com um sistema imunológico funcional.  Esses testes foram interrompidos quando se descobriu que dois em cada dez pacientes em um ensaio haviam desenvolvido leucemia resultante da inserção do retrovírus portador do gene perto de um oncogene.  Em 2007, quatro em cada dez pacientes desenvolveram leucemias.  O trabalho que visa melhorar a terapia genética concentra-se agora na modificação do vetor viral para reduzir a probabilidade de oncogênese e no uso de nucleases de dedo de zinco para direcionar ainda mais a inserção genética.  Nenhum caso de leucemia foi ainda observado em ensaios de ADA-IDCG, que não envolve o gene  gama c  que pode ser oncogênico quando expresso por um retrovírus.
Dos tratamentos de Ashanthi DeSilva em 1990, o qual é considerado o primeiro sucesso da terapia genética até 2014, cerca de 60 pacientes foram tratados tanto para ADA-IDCG ou X-IDCG usando vetores de retrovírus.  Conforme mencionado anteriormente, a ocorrência de casos de leucemia forçou os pesquisadores a fazer mudanças para melhorar a segurança.  Em 2019, um novo método usando uma versão alterada do vírus HIV como vetor lentivirus foi relatado no tratamento de oito crianças com X-IDCG, e em 2021 o mesmo método foi usado em 50 crianças com ADA-IDCG, obtendo resultados positivos em 48 deles.
Existem também alguns métodos não curativos para tratar IDCG.  O isolamento reverso envolve o uso de fluxo de ar laminar e barreiras mecânicas para evitar o contato físico com outras pessoas, a fim de isolar o paciente de quaisquer patógenos nocivos presentes no ambiente externo..  Outro tratamento não curativo para pacientes com ADA-IDCG é a terapia de reposição enzimática, na qual o paciente é injetado com adenosina desaminase acoplada a polietilenoglicol (PEG-ADA), a qual metaboliza os substratos tóxicos da enzima ADA e evita a sua acumulação.  O tratamento com PEG-ADA pode ser usado para restaurar a função das células T a curto prazo, o suficiente para eliminar quaisquer infecções existentes antes de prosseguir com o tratamento curativo, como um transplante de medula óssea.

## Epidemiologia
O número mais comumente citado para a prevalência de IDCG é de cerca de um em 100.000 nascimentos, embora isso seja considerado por alguns como uma subestimação da verdadeira prevalência; algumas estimativas prevêem que a taxa de prevalência é tão alta quanto um em 50.000 nascidos vivos.  Um número de cerca de um em 65.000 nascidos vivos foi relatado na Austrália.
Devido à natureza genética particular do IDCG, uma prevalência mais elevada pode ser encontrada em certas regiões e culturas associadas onde ocorrem taxas mais elevadas de acasalamento consanguíneo.  Um estudo marroquino relatou que a paternidade consanguínea foi observada em 75% das famílias de pacientes marroquinos com IDCG.  Um estudo relatou que a paternidade consanguínea foi observada em 75% das famílias de pacientes marroquinos com IDCG.
Estudos recentes indicam que uma em cada 2.500 crianças da população Navajo herda imunodeficiência combinada grave. Esta condição é uma causa significativa de doença e morte entre crianças Navajo.  Pesquisas em andamento revelam um padrão genético semelhante entre o povo Apache relacionado.

## IDCG em animais
Os camundongos IDCG foram e ainda são usados em pesquisas sobre doenças, vacinas e transplantes, especialmente como modelos animais para testar a segurança de novas vacinas ou agentes terapêuticos em pessoas com sistema imunológico enfraquecido.  Camundongos IDCG também servem como um modelo animal útil no estudo do sistema imunológico humano e suas interações com doenças, infecções e câncer.  Por exemplo, cepas normais de camundongos podem ser irradiadas letalmente, matando todas as células que se dividem rapidamente. Esses camundongos recebem então transplante de medula óssea de doadores IDCG, permitindo a ocorrência do enxerto de células mononucleares do sangue periférico humano (CMSP). Este método pode ser usado para estudar se camundongos sem células T podem realizar hematopoiese após receberem CMSP humanas.  Camundongos com imunodeficiência combinada grave são usados na pesquisa de câncer, como o linfoma não Hodgkin.
Um gene recessivo, com sinais clínicos semelhantes aos humanos, acomete o cavalo árabe. A condição continua sendo uma doença fatal, pois o cavalo sucumbe inevitavelmente a uma infecção oportunista nos primeiros quatro a seis meses de vida.  No entanto, os portadores, que não são afetados pela doença, podem ser detectados com um teste de DNA. Portanto, práticas de criação cuidadosas podem evitar o risco de produção de um potro afetado.
Outro animal com patologia IDCG bem caracterizada é o cão. Existem duas formas conhecidas: um IDCG ligado ao X em Basset Hounds que tem ontologia semelhante a IDCG-X em humanos e uma forma autossômica recessiva vista em uma linhagem de Jack Russell Terriers que é semelhante ao IDCG em cavalos e ratos árabes.